# Norman Lebrecht
Norman Lebrecht (Londres, 11 de julio de 1948) es un escritor, crítico de arte y músico británico. 

## Biografía
Trabajó como editor asistente en la revista Evening Standard desde 2002, en la que también publica una columna semanal. También presenta el programa de radio Lebrecht.live en BBC Radio 3. Colabora con el sitio web La Scena Musicale. 

## Obras

#### Ensayo
- Maestro (1991).
- Cuando la música se detiene (título americano : Who Killed Classical Music, 1997).
- Maestros, Masterpieces and Madness (título americano : The Life and Death of Classical Music, 2007).

Ha escrito sobre Gustav Mahler (en particular en Mahler Remembered, 1987) y sobre música contemporánea en The Complete Companion to 20th Century Music (2000). 

#### Novelas
Con su primera novela La canción de los nombres, publicada en 2001, ganó el prestigioso Premio Costa Book. Otros libros son: 
- The Book of Musical Anecdotes (1985)
- Music in London (1992)
- Covent Garden : La historia no contada (2000).